# Chartocerus simillimus
Chartocerus simillimus är en stekelart som först beskrevs av Mercet 1917.  Chartocerus simillimus ingår i släktet Chartocerus och familjen långklubbsteklar. Inga underarter finns listade i Catalogue of Life.